# Elezioni regionali in Calabria del 1970
Le elezioni regionali in Calabria del 1970 si tennero il 7-8 giugno.

## Risultati elettorali
| Liste                                                     | Voti    | %     | Seggi |
| --------------------------------------------------------- | ------- | ----- | ----- |
| Democrazia Cristiana (DC)                                 | 374.215 | 39,73 | 17    |
| Partito Comunista Italiano (PCI)                          | 218.845 | 23,24 | 10    |
| Partito Socialista Italiano (PSI)                         | 132.898 | 14,11 | 6     |
| Movimento Sociale Italiano (MSI)                          | 59.607  | 6,33  | 2     |
| Partito Socialista Unitario (PSU)                         | 48.153  | 5,11  | 2     |
| Partito Repubblicano Italiano (PRI)                       | 38.812  | 4,12  | 1     |
| Partito Socialista Italiano di Unità Proletaria (PSIUP)   | 37.381  | 3,97  | 1     |
| Partito Liberale Italiano (PLI)                           | 25.197  | 2,68  | 1     |
| Partito Democratico Italiano di Unità Monarchica (PDIUM)  | 4.067   | 0,43  | -     |
| Partito Comunista d'Italia (marxista-leninista) (PCdI-ml) | 2.696   | 0,29  | -     |
| Totale                                                    | 941.871 |       | 40    |

| Riepilogo dei seggi | Riepilogo dei seggi | Riepilogo dei seggi | Riepilogo dei seggi | Riepilogo dei seggi | Riepilogo dei seggi | Riepilogo dei seggi |
| ------------------- | ------------------- | ------------------- | ------------------- | ------------------- | ------------------- | ------------------- |
|                     |                     |                     |                     |                     |                     |                     |
| PCI                 | 10                  | N/A                 |                     | PSIUP               | 1                   | N/A                 |
| PSI                 | 6                   | N/A                 |                     | PSU                 | 2                   | N/A                 |
| PRI                 | 1                   | N/A                 |                     | DC                  | 17                  | N/A                 |
| PLI                 | 1                   | N/A                 |                     | MSI                 | 2                   | N/A                 |